# وقتی تلفن زنگ می‌زند
وقتی تلفن زنگ می‌زند (انگلیسی: When the Phone Rings؛‏ کره‌ای: 지금 거신 전화는) یک مجموعه تلویزیونی محصول کره جنوبی به نویسندگی کیم جی وون، به کارگردانی پارک سانگ وو و وی دوک گیو و با بازی یو یون سوک، چه سو بین، هو نام جون و جانگ گیو ری است. این مجموعه از ۲۲ نوامبر ۲۰۲۴ تا ۴ ژانویه ۲۰۲۵، روزهای جمعه و شنبه ساعت ۲۱:۵۰ (کی‌اس‌تی) از ام‌بی‌سی پخش شد. این مجموعه همچنین برای استریم در نتفلیکس در مناطق منتخب قابل دسترسی است.

## بازیگران

### اصلی
- یو یون سوک در نقش بک سا اون[۴]
- چه سو بین در نقش هونگ هی جو[۴]
- هو نام جون در نقش جی سونگ وو[۳]
- جانگ گیو ری در نقش نا یو ری[۳]

## تولید

### توسعه
وقتی تلفن زنگ می‌زند به نویسندگی کیم جی وون است که نویسندگی دکتر جان (۲۰۱۹) و مالیخولیا (۲۰۲۱) را برعهده داشته است و به کارگردانی مشترک پارک سانگ وون، کارگردان ازدواج ممنوع (۲۰۲۲) و وی دوک گیو است. این مجموعه به تهیه‌کنندگی بن فکتوری و بارام پیکچرز است. این مجموعه بر پایه رمان اینترنتی در کاکائو پیج به نام شماره‌ای که با تماس گرفته‌اید به نویسندگی گون ئومول نیو است.
این مجموعه توسط ام‌بی‌سی در ۱۲ قسمت ارائه می‌شود و در روزهای جمعه و شنبه پخش می‌شود.
در ۸ مه ۲۰۲۴، ام‌بی‌سی اعلام کرد که گروه بازیگران نهایی شده است و تولید این مجموعه آغاز می‌شود.

### انتخاب بازیگران
در ۱۳ مارس ۲۰۲۴، یو یون سوک و چه سو بین در حال بررسی برای حضور در این مجموعه بودند. در ۲۷ ژوئن، گزارش شد که جانگ گیو ری پیشنهاد حضور در این مجموعه را دریافت کرده است و به‌طور مثبت در حال بررسی آن است. در ۸ مه، ام‌بی‌سی گزارش کرد که حضور یو یون سوک و چه سو بین به عنوان بازیگران نقش اصلی تأیید شده است. در ۲۴ سپتامبر، حضور یو یون سوک، چه سو بین، هو نام جون و جانگ گیو ری به عنوان گروه بازیگران اصلی تأیید شد.

## انتشار
وقتی تلفن زنگ می‌زند از ۲۲ نوامبر ۲۰۲۴، روزهای جمعه و شنبه ساعت ۲۱:۵۰ (کی‌اس‌تی) از ام‌بی‌سی پخش شد. نتفلیکس نیز اعلام کرد که این مجموعه برای استریم در این پلتفرم قابل دسترسی است.